# Boudica: Queen of War
Boudica: Queen of War, é um filme de ação e drama britânico de 2023, dirigido e escrito por Jesse V. Johnson. O filme acompanha a guerreira celta homônima do povo iceno, Boadiceia, na Grã-Bretanha romana e como ela se revoltou contra os romanos após a morte de seu marido, Prasutagos. O filme é estrelado por Olga Kurylenko como a personagem principal. O filme recebeu críticas geralmente negativas.

## Sinopse
Uma rainha é forçada a governar o povo iceno depois que seu marido Prasutagus é brutalmente assassinado. Ela vê a legitimidade de seu status desafiada pelo Império Romano.

## Elenco
Segue abaixo a tabela do elenco:
| Ator                 | Personagem                 | Detalhes                                      |
| -------------------- | -------------------------- | --------------------------------------------- |
| Olga Kurylenko       | Boadiceia                  | Rainha dos icenos                             |
| Clive Standen        | Prasutagos                 |                                               |
| Peter Franzén        | Wolfgar                    |                                               |
| Rita Tushingham      | Druidesa verde             |                                               |
| Leo Gregory          | Ciaran                     |                                               |
| Lucy Martin          | Cartimanda                 |                                               |
| Nick Moran           | Catus Decianus             |                                               |
| James Faulkner       | Druida velho               |                                               |
| Harry Kirton         | Imperador Nero             |                                               |
| Andy Beckwith        | Comerciante da loja        |                                               |
| Yarden Tusia-Cohen   | Cosmetae                   |                                               |
| Rachel Wilde         | Rosmerta                   |                                               |
| Dominique Vandenberg | Cameo                      | Veterano da Legião Estrangeira e famoso dublê |
| Kris Johnson         | Gaius Suetonius Paulinus   |                                               |
| Jenna N. Wilson      | Adolescente                |                                               |
| James G. Nunn        | Tamesas                    |                                               |
| Justin Sysum         | Quintus Petillius Cerialis |                                               |
| Carol Wheelis        | Figurante                  |                                               |
| Henry William Galpin | Guerreiro de Ciaran        |                                               |
| Alisa Vanlint        | Bárbara                    |                                               |
| Mike Ray             | Soldado celta              |                                               |
| Lilibet Biutanaseva  | Bre                        |                                               |
| Litiana Biutanaseva  | Aife                       |                                               |
| Sammy Measom         | Soldado britônio           |                                               |
| Dale Wilder          | Soldado romano             |                                               |
| Steven Cockings      | Tribuno militar romano     |                                               |
| Jamie Pulley         | Soldado romano             |                                               |
| Marcus John Cooper   | Soldado romano             |                                               |
| Tom Bennett          | Soldado romano             |                                               |
| Jon Wennington       | Guerreiro trinovante       |                                               |
| Darius G Laws        | Celta                      |                                               |
| Joseph Peck          | Guerreiro                  |                                               |
| Lindsay Townley      | Crucifixo                  | Não-creditado                                 |

## Produção
As filmagens ocorreram em vários locais do Reino Unido. A equipe de filmagem foi vista filmando na Igreja de St. Lawrence em Ipswich. A casa redonda foi filmada em Hadleigh.

## Lançamento
Boudica: Queen of War teve um lançamento limitado em 27 de outubro de 2023. Lançamentos internacionais seguiram-se, com a Rússia em 2 de novembro de 2023, o Japão em 27 de julho de 2024 e a Turquia em 7 de março de 2025. O filme foi lançado no Amazon Prime Video em 30 de outubro de 2023. Boudica foi disponibilizado na Netflix no Reino Unido, onde foi listado sem o subtítulo "Queen of War" ("Rainha da Guerra").

## Recepção

### Resposta crítica
O filme foi mal recebido por críticos e pela audiência. O site de agregação de avaliações Rotten Tomatoes dá a Boudica: The Queen of War uma classificação de 43% com base em 14 avaliações e uma média de 4,4. A avaliação do público foi ainda mais baixa, com apenas 14%. Uma crítica de Bilge Ebiri, da revista Nova York, disse: "É como um Coração Valente de uma loja de R$ 1,99: pode não ter o alcance daqueles filmes de ação de época da velha guarda, mas ainda é emocionante, apaixonante e cheio de violência de gelar o sangue, de ponta a ponta." O Mestre Marc Zirogiannis, do Tae Kwon Do Life Magazine, deu uma apreciação mais positiva do filme, o qualificando como "um drama histórico brilhante e comovente". As atuações foram elogiadas, citando as filhas de Boudica, e, em especial, o cameo de Dominique Vandenberg, o famoso dublê e coreógrafo belga, veterano da Legião Estrangeira Francesa. Segundo Marc, a força do filme está na paixão do diretor, com uma narrativa e profução eficientes.
A receita gerada foi de US$ 65.119 ao redor do mundo, com a bilheteria internacional somando US$ 33.880.